# Naustdal
Naustdal er en tidligere kommune i Vestland fylke i Norge. Den ligger ved Førdefjorden og grænser i nord til Gloppen, i øst til Jølster, i vest til bykommunen Flora og i sydøst til bykommunen Førde. Over fjorden i sydvest ligger Askvoll. Naustdal er først og fremmest en landbrugskommune.
1. januar 2020 blev Førde, Naustdal, Gaular og Jølster kommuner lagt sammen til Sunnfjord kommune.
Selve byen Naustdal har 1.064 indbyggere. I Naustdal møder kystnatur indlandsnatur, og Hellefjellet med isbræen Blåfonna kan ses fra byens centrum .

## Geografi

### Steder

#### Byer i Naustdal
- Eikelia
- Jarane
- Jobakken
- Jonstad
- Kletten
- Naustdalsneset
- Ospeteigen
- Sanden
- Stavdalen
- Øyrabakken
- Øyraflata

### Søer i Naustdal
- Jonstadvatnet
- Vonavatnet

#### Elve
- Nausta
- Bærelva

### Fjelde
- Blånipa
- Kletten
- Sandfjellet
- Skaflestadfjellet
- Vindkjegla

## Klima
Klimaet i Naustdal er vådt tempereret med korte somre og milde vintre. Naustdal har en årlig nedbør på 2335 mm. Klimaet er forskelligt fra ydterst i fjorden til inderst i dalen. Ydterst i fjorden ligger sneen næsten aldrig længere end en uge. I dalen kommer den første sne i oktober og ligger til april/maj, og der plejer at være mellem 1-2 m sne.
Temperaturnormaler (celsius), nedbør (mm).
|           | jan  | feb  | mars | april | mai | juni | juli | aug  | sept | okt | nov | dec | år   |
| --------- | ---- | ---- | ---- | ----- | --- | ---- | ---- | ---- | ---- | --- | --- | --- | ---- |
| Tempratur | -1,2 | -1,0 | 1,8  | 4,6   | 9,7 | 13,0 | 14,2 | 13,7 | 10,3 | 7,2 | 2,3 | 0,2 | 6,2  |
| Nedbør    | 221  | 163  | 186  | 110   | 96  | 123  | 141  | 167  | 299  | 290 | 268 | 271 | 2335 |